# جون وايت (لاعب كرة قدم بريطاني)
جون وايت (بالإنجليزية: John Waite)‏ هو مدرب كرة قدم ولاعب كرة قدم بريطاني في مركز نصف الجناح، ولد في 16 يناير 1942 في لنكولنشاير في المملكة المتحدة، وتوفي في 3 أبريل 2016. لعب مع غريمسبي تاون.